# Järnvägare (film)
Järnvägare (engelska: The Navigators) är en brittisk långfilm från 2001 i regi av Ken Loach, med Dean Andrews, Thomas Craig, Joe Duttine och Steve Huison i rollerna.

## Handling
Paul och Mick är järnvägsarbetare på British Rail. En dag kommer det plötsliga beskedet att bolaget privatiserats och många förändringar är att vänta. Först uppfattar de det hela som ett skämt och det tar ett tag att inse att anställningstrygghet är ett minne blott liksom betald semester och sjuklön. Den som klagar åker ut, arbetslaget splittras, och till slut sker det oundvikliga. En dödsolycka.

## Rollista
| Dean Andrews       | – John         |
| Thomas Craig       | – Mick         |
| Joe Duttine        | – Paul         |
| Steve Huison       | – Jim          |
| Venn Tracey        | – Gerry        |
| Andy Swallow       | – Len          |
| Sean Glenn         | – Harpic       |
| Charlie Brown      | – Jack         |
| Juliet Bates       | – Fiona        |
| John Aston         | – Bill Walters |
| Graham Heptinstall | – Owen         |
| Angela Forrest     | – Tracy        |
| Clare McSwain      | – Lisa         |
| Megan Topham       | – Chloe        |
| Abigail Pearson    | – Eve          |